# Cazillac
Cazillac – miejscowość i dawna gmina we Francji, w regionie Oksytania, w departamencie Lot. W 2013 roku populacja ówczesnej gminy wynosiła 434 mieszkańców. 
W dniu 1 stycznia 2019 roku z połączenia dwóch ówczesnych gmin – Cazillac oraz Les Quatre-Routes-du-Lot – powstała nowa gmina Le Vignon-en-Quercy. Siedzibą gminy została miejscowość Les Quatre-Routes-du-Lot. 